# Ривара (Модена)
Ривара је насеље у Италији у округу Модена, региону Емилија-Ромања.
Према процени из 2011. у насељу је живело 759 становника. Насеље се налази на надморској висини од 19 м.